# Notocephalius minutus
Notocephalius minutus är en insektsart som beskrevs av Evans 1936. Notocephalius minutus ingår i släktet Notocephalius och familjen dvärgstritar. Inga underarter finns listade i Catalogue of Life.